# Casse-tête ferroviaire
Les casse-tête ferroviaires sont des jeux de logique et de déduction issus du monde des chemins de fer, utilisant des trains miniatures. Il s'agit alors de résoudre un problème donné en un minimum de temps ou de manœuvres. Il existe un certain nombre de casse-têtes ferroviaires, plus ou moins célèbres.

## Les manœuvres contre la montre
Ce type de casse-tête est issu directement de l'exploitation réelle d'un chemin de fer : il s'agit de composer un train en plaçant dans un ordre prédéfini des wagons, et faire en sorte que le train soit en ordre de marche. Cela doit bien entendu se faire en respectant un horaire, ainsi que, éventuellement, la signalisation et la réglementation. Ce genre de casse-tête se fait sur un réseau miniature ou un logiciel de simulation ferroviaire.

## LeTimesaver

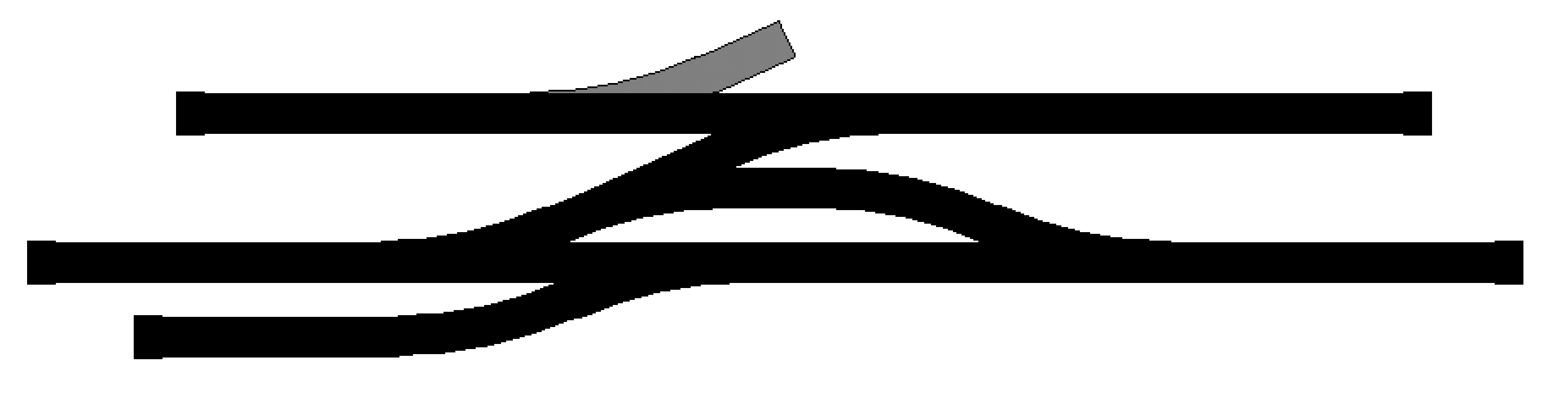
Tracé d'un timesaver.

Créé par John Whitby Allen, le timesaver consiste à manœuvrer plusieurs wagons sur un tracé de voies préétabli, sur le minimum d'espace possible. Ce tracé reprend un évitement, ainsi que plusieurs voies de garage aux longueurs limitées. L'opérateur doit exploiter le réseau en tenant compte de l'ensemble des contraintes. La résolution de manœuvres sur un Timesaver est devenue une épreuve à chaque convention de la National Model Railroad Association.

## Inglenook Sidings

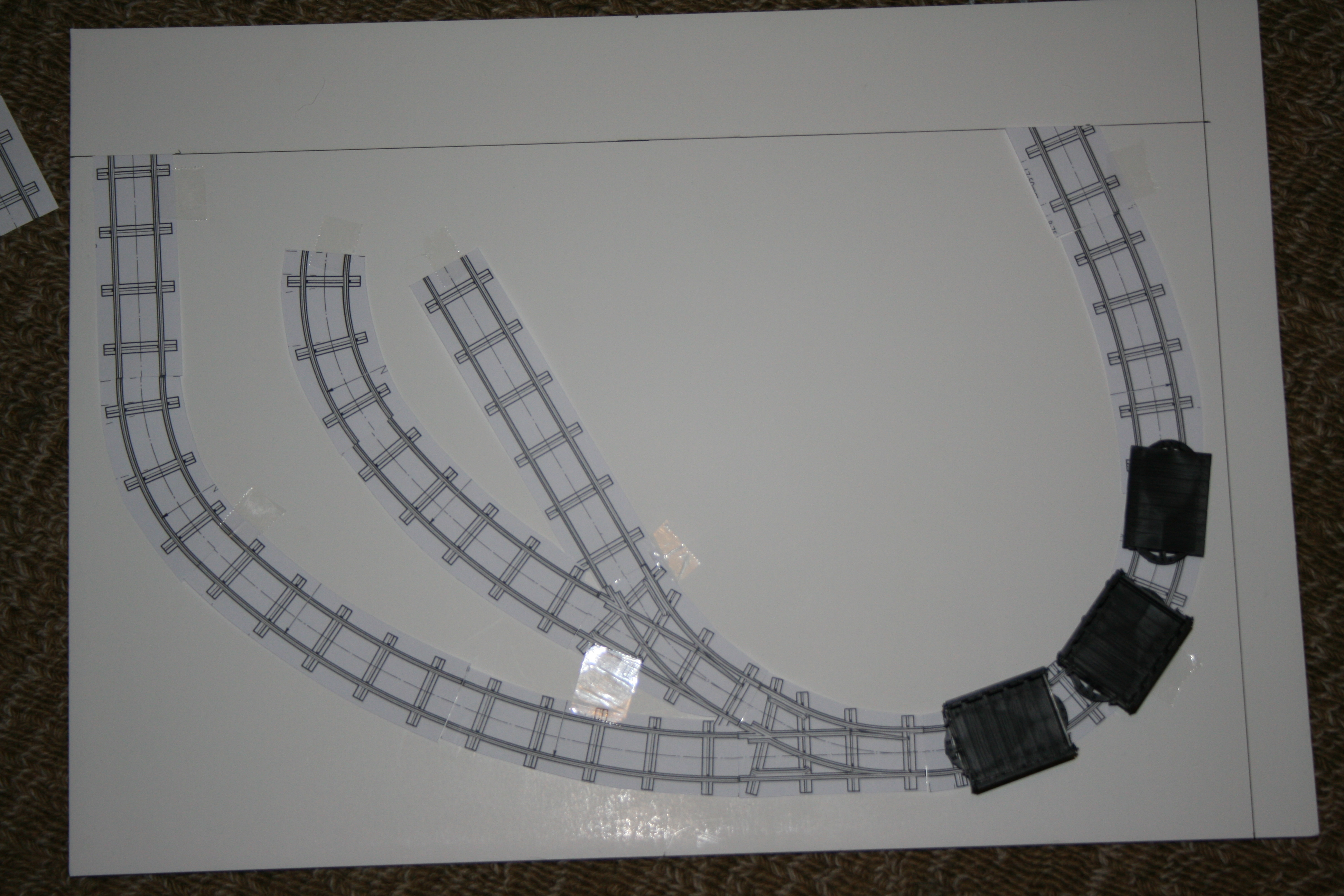
Un réseau au tracé type « Inglenook Sidings ».

Inglenook Sidings, créé par Alan Wright, un modéliste ferroviaire anglais, consiste à réaliser des manœuvres sur des voies de desserte parallèles à une voie principale. L'ensemble des manœuvres sont limitées dans le temps, et les dessertes à effectuer sont à faire en fonction des wagons et des points de desserte. 

## Le triangle infernal
Connu sous d'autres noms, ce triangle est un véritable casse-tête de déplacements. Il consiste à intervertir deux wagons à l'aide d'une locomotive, sur un réseau équipé de tiroirs de manœuvre limités en un minimum de manœuvres.